# Masamichi Noro
Masamichi Noro, né le 21 janvier 1935 à Aomori et mort le 15 mars 2013 à Paris (8e arrondissement) est un uchi deshi, otomo, disciple servant de maître Morihei Ueshiba, fondateur de l'aïkido ; il est nommé responsable par l'Aïkikaï du développement de l'aïkido en Europe et en Afrique dans les années 1960 et 1970 ; il crée le kinomichi en 1979.

## Études et formation
Masamichi Noro 野呂昌道 est né le 21 janvier 1935 à Aomori au Japon. L'une des caractéristiques de ses jeunes années est l'univers musical dans lequel il a baigné et qui a marqué fortement sa sensibilité. Son éducation le destine à reprendre les affaires familiales mais une rencontre oriente définitivement sa vie vers les arts martiaux.
En 1955, alors qu’il poursuit des études universitaires, son oncle le présente à un fameux maître de ju-jitsu, maître Morihei Ueshiba 植芝盛平, fondateur de l'aïkido 合気道. Cet évènement s’avère décisif et le jour même, il décide de renoncer à ses projets pour devenir uchi deshi, élève à demeure du maître et plus particulièrement otomo, celui qui sert le maître. Sa formation traditionnelle se déroule nuit et jour auprès de son maître. Ainsi de 1955 à 1961, il suit ce dernier de Tokyo à Iwama où Maître Morihei Ueshiba avait son dojo privé. À cette époque, cinq uchi deshi (dont Yasuo Kobayashi et Nobuyoshi Tamura] entourent le fondateur de l'aïkido et de cette pépinière devait surgir la génération qui a formé une grande partie de l’aïkido mondial.

## Propagation de l'aïkido
En 1961, Maître Morihei Ueshiba souhaite envoyer un expert en Europe. Il confie à son disciple, Masamichi Noro, alors 5e dan, le soin de soutenir l'enthousiasme et la formation des pratiquants européens et africains avec le titre de « Délégué officiel pour l'Europe et l'Afrique ». Ueshiba Morihei senseï souhaite lui donner le 8e dan mais Noro Masamichi senseï refuse de crainte que ce titre si élevé pour un élève si jeune ne nuise à sa mission de développer l'aïkido et ne suscite plus de jalousies que d'enthousiasmes. Suivant la voie maritime de l’époque, il parcourt la route des Indes, passe le canal de Suez et débarque à Marseille le 3 septembre 1961. Les débuts sont difficiles. L'art est nouveau et la manière d'enseigner bien différente de celle du dojo de son maître. Tout est à construire, à comprendre et à rendre accessible à des corps et des esprits occidentaux. Maître Masamichi Noro déploie son énergie dans un premier temps dans le sud-est de la France et en Italie où des professeurs de judo l'invitent à enrichir la connaissance de leurs élèves. L'esprit est à l'entraide mutuelle et au plaisir de l'étude selon la volonté de Jigoro Kano 嘉納 治五郎, fondateur du judo 柔道. La Belgique l'appelle ensuite. Il y ouvre son premier dojo. Sillonnant ces terres nouvelles pour les Budōs, il ouvre en moins de 3 ans plus de 200 dojos, tant en Europe qu'en Afrique, passant d'un saut d'avion de la Suède au Sénégal. C'est un temps de pionniers. Les maîtres Mutsuro Nakazono et Nobuyoshi Tamura le rejoignent respectivement en 1963 et 1964. La tâche était immense, la réussite exemplaire. En 1964, Maître Masamichi Noro établit sa base à Paris et s'égrène une suite de dojos ayant laissé leur empreinte dans le cœur des aïkidokas français : dojo de la gare du Nord (actuellement connu sous le nom de Aïkido Clubs Cheminots), rue de Constance, rue des Petits Hôtels. De 1961 à 1979, Maître Noro Masamichi forme toute une génération d'experts en Europe. Leader européen, il dirige des stages dans de nombreux pays parfois conjointement avec ses amis Maître Asaï en Allemagne et Maître Tada en Italie. Dans le creuset parisien, Maître Masamichi Noro rencontre Taisen Deshimaru, Karlfried Graf Dürckheim, Marie-Thérèse Foix, Gisèle de Noiret et le docteur Lily Ehrenfried. Il s'ouvre à des idées nouvelles, à des perspectives originales, à des techniques occidentales.

## Création du kinomichi

### Le deuxième commencement
En 1979, après un entretien avec Maître Kishomaru Ueshiba 植芝吉祥丸, le fils du fondateur de l'aïkido, il quitte l'aïkikaï de Tokyo et il crée le kinomichi afin de pousser plus loin sa quête. Cependant, s'il a quitté la maison mère, il dit avec insistance qu'il a toujours étudié l'aïkido. Il reste sa vie entière fidèle à son maître dont il explore l'enseignement avec une liberté qu'il se reconnaissait comme totale. Si ses rencontres lui ouvrent des compréhensions nouvelles, les applications qu'il en tira ont toutes leurs racines dans les leçons qu'il avait prises journellement auprès de son maître Ueshiba Morihei senseï. Suit une succession de dojos parisiens dédiés à l’étude du kinomichi : rue des Petits Hôtels, rue de Logelbach, boulevard de Strasbourg, boulevard des Batignolles. Après une inévitable période d'ajustements et d'intenses recherches, les liens entre le kinomichi et l'aïkido se développent et s'approfondissent.

### Une communauté de budos
En 1985, lors de la commémoration des 20 ans de l'aïkido en Allemagne et sur l'invitation de son ami Maître Katsuaki Asai 浅井勝昭, 8e dan aïkikaï et pionnier de l'aïkido en Allemagne, il présente le Kinomichi devant les plus grands maîtres d'aïkido dont le doshu Moriteru Ueshiba, représentant du Centre Mondial de l'aïkido à Tokyo.
Dès 1996, il rend de fréquentes visites à l'aïkikaï de Tokyo pour y rencontrer Maître Kishomaru Ueshiba, fils du fondateur de l'aïkido.
En 2001, il obtient du Ministère de la jeunesse et des sports la reconnaissance du kinomichi en tant que discipline sportive.
En 2004, il participe aux manifestations célébrant les 20 ans de la Fédération française d'aïkido, aïkibudo, kinomichi et disciplines associées (FFAAA), qui accueille le doshu Moriteru Ueshiba. Sont notamment présents, pour recevoir la délégation du Hombu Dôjô de Tokyo les maîtres Nobuyoshi Tamura et Christian Tissier parmi 3 000 pratiquants venus de toute la France ainsi que de nombreux pays européens.
Le 8 avril 2005, il est invité avec Maître Christian Tissier à participer à un stage organisé par l'association Hakki et dont les bénéfices sont destinés aux 220 000 victimes du tsunami du 26 décembre 2004.
En 2007, il accueille dans son dojo parisien des maîtres japonais dont Isoyama senseï à l'initiative de la FFAAA.
Le 15 mars 2013, Noro Masamichi senseï « rejoint son maître » comme il se plaisait à l'imaginer.

### Une exigence de création continue
Du vivant de Noro Masamichi senseï, le Kinomichi a connu 3 phases et Maître Masamichi Noro n'a eu de cesse de répéter à ses élèves que son art était en perpétuelle évolution. Les années 1980 ont été marquées par un travail sur la sensibilité, sur le corps comme outil de perception de soi, des autres et du monde, sur la posture juste et relâchée. Les années 1990 ont accentué l'orientation des poussées et organisé le mouvement à partir d'une impulsion au sol. Les années 2000 ont ouvert une période où la richesse technique s'est déclinée sur différents degrés de rapidité, de difficulté et de liberté.

## Dispersion et unité d'un enseignement
Au quarantième anniversaire du kinomichi, une quatrième phase voit l'enseignement du maître partagée entre son fils, ses disciples et ses élèves, chacun apportant une compréhension à la mesure de sa sensibilité et de ses capacités. À cette multiplication des aspects différents d'un même enseignement, répond un effort d'union des énergies. Autour d'une instance fédérale dédiée au kinomichi comme lors d'un stage en hommage à Noro Masamichi senseï avec la participation de Tada Hiroshi senseï 9e dan aïkikaï, d'Asaï Katsukai senseï 8e dan Aïkikaï et de Noro Takeharu senseï, les élèves du maître, ses pairs et ses amis corrigent et préservent ce qui a su rester uni sous la direction du maître.

## Successeur et descendances
Noro Masamichi senseï a construit ses choix sur le sentiment de fidélité à son maître, Ueshi Moriheï senseï. Il n'était pas homme de structures même s'il en avait mesuré la nécessité. Sa succession et sa descendance multiple illustrent la progression en arborescence des arts martiaux en général et des budos en particulier : diversification des compréhensions et unité de la filiation. Les choix d'un successeur ou d'un descendant s'expriment par un itinéraire.
À la suite de la mort de Noro Masamichi senseï, son fils Noro Takeharu senseï continue l'enseignement du kinomichi selon le souhait de son père.

### Maîtres et compagnons de route
Noro Masamichi senseï a vécu parmi une communauté de maîtres issus de l'enseignement de Ueshiba Moriheï senseï. Il en était un des leaders. Parmi les senseïs qui ont gardé une affinité avec Noro Masamichi senseï, on peut citer les suivants.
En Allemagne, l'aïkido d'Asaï Katsuaki senseï,,, 8e dan Aïkikaï, préserve une forte influence de l'art de Noro Masamichi senseï et maintient un lien actif avec Noro Takeharu senseÏ et d'autres anciens élèves de Noro Masamichi Sensei.
Chef de file de l'Aïkido en Italie dès 1964, Tada Hiroshi senseï, 9e dan aikikai, vient régulièrement en France pour animer des stages de Kinorenma et d'aïkido. Il y démontre ce qu'était l'aïkido qu'il a partagé avec Noro Masamichi senseï, son ami et condisciple dans les années 1950.

### Les élèves experts, des itinéraires individuels
Témoins de l'influence profonde que Noro Masamichi senseï a imprimé à l'aïkido, de nombreux experts d'aïkido aiment à citer Noro Masamichi senseï comme leur maître ou un de leurs maîtres :
- Michel Bécart senseï[9] 7e dan, rencontre avec Noro Masamichi senseï en 1964 ;
- Raymond Bisch senseï ;
- Henry Ellis[10] 5e dan, fondateur des Ellis Schools of Traditional Aikido fortement inspiré par Chiba Kazuo senseï, rencontre avec Noro Masamichi senseï dans les années 1960 ;
- Daniel Martin senseï[11] 6e dan, rencontre avec Noro Masamichi senseï au début des années 1970 ;
- Bernard Palmier senseï[12] 7e dan ;
- Régis Soavi senseï[13], fondateur de l'école Itsuo Tsuda fortement inspiré par Ituso Tsuda senseï, rencontre avec Noro Masamichi senseï au début des années 1970 ;
- Daniel Toutain senseï[14] 6e dan, fondateur du Wanomichi fortement inspiré par Saïto Morihiro senseï, rencontre avec Noro Masamichi senseï en 1968.

Noro Masamichi senseï a formé plusieurs générations de pratiquants d'aïkido et de kinomichi. Pendant la période durant laquelle il enseignait l'aïkido, certains pratiquants de haut niveau étaient ses assistants et donnaient des cours dans son dojo. Dans la phase kinomichi, les plus anciens étaient appelés instructeurs. Après sa mort, certains d'entre eux se sont reconnus publiquement comme ses disciples. Bécart senseï, Bisch senseï, Martin senseï et Toutain senseï sont restés particulièrement proches de l'enseignement de Noro Masamichi senseï. Bleyer Sensei, Cortier Sensei, Forni Sensei, Thomas Sensei et d'autres continuent à transmettre l'enseignement de Noro Masamichi senseï.

### Les écoles issues de l'enseignement de Noro Masamichi senseï
L'enseignement de Noro Masamichi senseï s'est poursuivie en Europe et en Afrique pendant 53 ans. La structuration de l'étude autour des "formes" constitue un accès à l'art d'Ueshiba Moriheï senseï qui reste unique dans le monde de l'aïkido. Cette particularité de Noro Masamichi senseï exprime une continuité sans interruption depuis qu'il est arrivé en France en 1961. Les manières et formes apparaissent dès les fascicules qu'il édite dans les années 1960. La richesse de cet enseignement a permis l'apparition de courants différents, chacune fondée sur une différence de compréhension et de réalisation. La cohérence de la vision du maître, exprimée par ses "manières et formes", unit ces courants et reste la marque d'une même filiation. Noro Masamichi senseï a étudié et enseigné l'aïkido pendant 25 ans (1955-1979) et le kinomichi pendant 34 ans (1979-2013). Son enseignement a donné naissance à de nombreuses écoles et courants d'aïkido et de kinomichi.

#### Aïkido

##### Ellis Schools of Traditional Aikido
Henry Ellis et ses Ellis Schools of Traditional Aikido ont maintenu depuis les années 1960 une nomenclature des déplacements en 16 formes d'attaque. L'aïkido d'Ellis senseï transmet l'explosivité de Noro Masamichi senseï telle qu'il l'enseignait dans ces années.

##### Aïkido ACNA
Michel Bécard senseï ancre sa recherche dans un retour perpétuel aux bases que lui avait transmises Noro Masamichi senseï. Son aïkido s'inspire de l'énergie féline du maître et du respect sans concession envers Ueshiba Moriheï senseï.

##### Wanomichi
De par le nom même qu'il a donné à sa recherche et son enseignement, Daniel Toutain senseï évoque la pensée de son premier maître et rappelle l'exigence de spiritualité qui traverse et nourrit les techniques. Sa présence comme disciple au passage de l'aïkido au kinomichi en fait un témoin important de l’œuvre de Noro Masamichi senseï.

##### Ima-Iru Aïkido
Daniel Martin senseï déploie une gestuelle technique marquée par ses recherches dans les "manières et formes". Il estt un disciple qui a accompagné Noro Masamichi senseï dans la création du kinomichi.

##### Aïkido Ringenkaï
Nguyen Thanh Thien senseï fonde sa recherche sur le lien entre principes et techniques. Son étude explore les "manières et formes".

##### International Kishin Ryu Aikido Dojo
C'est le nom d'une école internationale reconnue au japon, portant l'évolution de l'enseignement et de la pratique de Noro Masamichi sensei comme chemin d'Aïkido. Elle est composée d'anciens instructeurs et disciples dont les Hanshi Cortier, Forni et Thomas. Celui-ci est international représentative au sein de la division internationale de la DNBK qui est contrôlée par le gouvernement japonais et qui est sous l'égide de la famille impériale.

#### Kinomichi
Noro Takeharu senseï transmet le Kinomichi en mettant au cœur l'esprit de son père et maître. Son enseignement puise dans la "transmission silencieuse" qu'il reçut de son père et aujourd'hui auprès d'Asaï Katsuaki senseï (8e dan) et de Tada Hiroshi senseï (9e dan), maîtres qui furent les amis proches de son père.
D'anciens élèves de Noro Masamichi senseï, réunis autour d'Hubert Thomas senseï, enseignent au sein d'un groupement créé du vivant de Noro Masamichi senseï en 2001 pour transmettre son enseignement. Cette structure pyramidale et associative se pose aujourd'hui comme garant d'une orthodoxie relative à l'enseignement de Noro Masamichi senseï. Elle est entre-autres composée d'anciens pratiquants et instructeurs de la période Aïkido dont le plus ancien Jean Pierre Cortier Sensei élève de Noro Masamichi Sensei depuis décembre 1961. Un système de dan est mis en place selon le désir de leur Maître afin d'accéder aux diplômes officiels et d'état,.
Une commission technique de Kinomichi à la Fédération Française Aïkido Aïkibudo et Affinitaires (FFAAA) a été créée. Elle est dirigée par des gradés dan de la CSDGE de l'Union des Fédérations d'Aïkido. Il s'agit de trois 7e dan reconnus depuis 2012 Jean Pierre Cortier Sensei, Lucien Forni Sensei et Hubert Thomas Sensei tous les trois Hanshi, d'un 6e dan Christian Bleyer Sensei également Kyoshi.

## Citations de Maître Noro

### Ueshiba Moriheï senseï et Aïkido
« Ce que j'ai perçu de Ueshiba Moriheï senseï était extraordinaire et cela a suffi pour changer ma vie ».
« Ueshiba Moriheï senseï a été mon seul maître ».
« Il n'y a qu'un Shiho Nage, qu'un seul Ikkyo ».
« Sankyo/Santen n'est pas une technique terrible et douloureuse. Au contraire, Sankyo exprime un esprit de bienveillance ».
« Nous étions 5 uchideshis chez Ueshiba Moriheï senseï. Je demeure surpris que d'un si petit nombre soit sorti l'aïkido que nous connaissons aujourd'hui ».
« Auparavant, pendant les cours d'aïkido, Ueshiba Moriheï senseï ne souriait pas. Quand je suis retourné au Japon, il souriait, changeant l'atmosphère du dojo et l'esprit de la pratique. Mon aïkido a suivi l'évolution de mon maître ».
« J'avais confiance. Si mon maître m'avait demandé quelque chose, je l'aurai fait, sans hésiter. C'était Ueshiba Moriheï senseï ».
« Quand j'ai créé le kinomichi à partir de l'Aïkido, j'ai rêvé de mon maître et il me souriait ».
« Je n'ai jamais cessé de pratiquer l'aïkido ».
« Même dans la maladie, dans la plus grande souffrance, nous devons regarder vers la vie. Nous avons eu comme maître Ueshiba Moriheï senseï !" Parlant avec un senseï âgé, ancien uchideshi ».

### Création du kinomichi
« Le premier jour de cours que j'ai suivi dans le dojo de mon maître [Ueshiba Morihei sensei], j'étais assis, très fier et très heureux, attendant son entrée. Je me souviens qu'il a commencé par Iten (Shiho Nage à l'époque), alors que le premier exercice du matin était invariablement Santen (Irimi Nage). Je le vis ensuite, le temps d'une courte pause, ressentir son corps et insatisfait de ce qu'il venait de percevoir, retourner à sa chambre. Il revint peu de temps après et nous exécutâmes une série de techniques jusqu'à ce qu'il soit satisfait. Manifestement, il utilisait les waza, techniques, pour équilibrer l'énergie de son corps. Ce nouvel usage des techniques a ouvert un nouveau champ d'utilisation de son art. Ce que j'ai vu ce premier jour auprès de mon maître marque le début véritable du kinomichi ». (Parole de Maître Noro lors du stage de Salins juillet 2008).

### Sabre et technique
« Le sabre est d'une beauté parfaite. Il est le miroir de l'âme. Il faut le tenir fermement pour qu'il ne tombe pas des mains mais en même temps, il faut sentir toute la lame et au-delà » (parole souvent répétée en cours par Maître Noro dans son dojo).
« Ni le sabre, ni la technique ni le mouvement ne comptent autant que votre sentiment intérieur, il faut que vous vous donniez complètement, que votre participation soit totale. C’est alors qu’on peut commencer à prendre conscience du Ki. La sincérité est atteinte lorsque le Ki est perçu par et dans le sabre, la technique et le mouvement même ».
« Il faut connaître la technique car une technique juste est un trésor que l'on partage avec l'élève. Le débutant est d'une grande sensibilité. Il faut lui montrer des mouvements avancés car il goûte la merveille qu'on lui dévoile comme j'ai moi-même goûté au premier jour les techniques de mon maître, Morihei Ueshiba sensei » (parole souvent répétée en cours par Maître Noro en juillet 2007).
« Pour devenir hakama (équivalent ceinture noire), il faut connaître les 111 mouvements. Je n'ai jamais connu quelqu'un qui soit devenu bon en se restreignant à l'initiation 1 et 2 uniquement. Il faut connaître l'initiation 5 et 6 pour que les mouvements de l'initiation 1 et 2 en soient transformés et enrichis » (parole de Maître Noro lors d'un stage pour enseignants européens en juillet 2007).

### Spiritualité de la voie
« Un maître de zen m'a dit un jour en voyant mon cours : "Le kinomichi est du zen en mouvement." J'ai pu en concevoir une grande fierté (Rire du maître) » (parole de Maître Noro lors d'un stage pour enseignants européens en juillet 2007).
« Le Do, qui est le Tao en chinois, est très profond. Il est la voie et son étude demande plus que le Michi qui est le chemin. Au début de mon enseignement, on approchait l'enseignement de mon maître [Ueshiba sensei] par l'étude technique, Jutsu Waza en japonais. J'ai voulu que mes élèves suivent la direction du Ki (énergie/souffle) alors j'ai crée le kinomichi. Aujourd'hui, c'est une nouvelle étape : je veux qu'ils abordent le shin (cœur) et à partir de l'initiation 5, ils étudient ce que je nomme maintenant le kishindo, la voie du souffle et du cœur. Le moyen de cette étude est le grand ensemble des techniques. Les techniques sont la porte du cœur et doivent porter le cœur avec énergie ! Je n'ai jamais trahi l'enseignement de mon maître. La fidélité est la tradition japonaise » (parole de Maître Noro dans son dojo en 2007).

### Sourire
« Le sourire est le signe du remerciement, de l'accueil et d'une énergie de construction. Avec le sourire, on se présente devant le maître et le partenaire. Avec le sourire, on rencontre l'autre » (parole de Maître Noro dans son dojo en 2007).
« Le sourire est le contraire de la concentration, de la crispation, de la fermeture ».

### Souplesse et force
« La force naît d'une ouverture totale et de la décontraction. Au lieu de cristalliser, il s'agit de rendre souple. Il y a deux écueils à éviter : la rigidité et la mollesse ».
« Il faut sentir le rythme de l'autre et pousser sur son souffle en y posant le sien, Ki Awase. De là vient la force d'une technique. C'est le kokyu » (parole de Maître Noro dans son dojo en 2007).
« La souplesse, c'est la circulation du Ki, la libre circulation de l'énergie ».
« La souplesse ne concerne pas seulement les muscles et les articulations. Ce n'est pas une faculté physique mais l'expression d'une harmonie entre l'extérieur et l'intérieur ».
« Trois notions sont liées à la souplesse : adaptation, expiration et sentir l’énergie et la laisser couler ».
« Il faut laisser passer le Ki. Le Ki donne la forme et la forme est l'habit du mouvement » (parole de Maître Noro dans son dojo en 2007).

### Dualité et unité harmonieuse
« La dualité doit disparaître ».
« L'unité nait de la rencontre des deux. Par l'écoute et l'intention, les deux sont libres dans un mouvement libre. Pour l'harmonie, il faut beaucoup travailler ! » (parole de Maître Noro dans son dojo en 2007).
« Il faut harmoniser deux, pour que de ces deux naisse un troisième qui ne les aliène pas ».
« L'agression ou l'affrontement n'ont jamais conduit à la sérénité. Je n'en ai jamais vu aucun exemple ».
Les citations sans référence sont de 1992 et tirées du livre de Roumanof La pratique du Kinomichi avec Maître Noro voir ci-dessous dans Médias.

## Bibibliographie
- 2021 Le voyage d'un maître, entre Ciel et Terre de Nguyen Thanh Thiên, auto-édition  (ISBN 979-10-699-8159-1)
- 2016 Les Chroniques de Noro Masamichi par Pierre Fissier, Dragon Magazine Hors-Série Aïkido no 11, no 12, no 13 et no 14, voir le site Aïki-Kohaï qui reproduit les articles.
- 1996 Le Kinomichi, du mouvement à la création. Rencontre avec Masamichi Noro Raymond Murcia, Éditeur Dervy-Livres, Collection Chemins De L'harmonie  (ISBN 2850768065)
- 1992 La pratique du Kinomichi avec maître Noro Daniel Roumanoff Éditeur Criterion Collection L'homme relié  (ISBN 2741300402)

## Sources
(août 2011).
- 2006 Dans la spirale du Kinomichi article de Nguyen Thanh Thiên paru dans Dragon no 16 juillet/août
- 2005 Une rencontre de l’Aïkido et du Kinomichi animée par Maître Masamichi NORO et Maître Christian TISSIER, DVD, Gabriel TURKIEH, Production Altomedia,
- 2003 Le mouvement universel du ki interview de Masamichi Noro sensei paru dans Aikido Magazine décembre 2003
- 1963 1er stage d'aïkido de Maître Masamichi Noro à Cannes en août 1963 [vidéo] « Aikido Noro Sensei  », sur YouTube
- 1960 Quelques photographies de Maître Masamichi Noro au Japon avec son maître, Morihei Ueshiba en Europe .